# گنجشک‌های زیتونی
گنجشک‌های زیتونی (نام علمی: Arremonops) یک سرده از پرندگان نوگرمسیری از خانواده گنجشکان جهان قدیم (Passerellidae) است. همه گونه‌ها در آمریکای مرکزی، مکزیک و/یا شمال آمریکای جنوبی یافت می‌شوند. گنجشک زیتونی به جنوب تگزاس می‌رسد.

## گونه‌ها
این سرده دارای گونه‌های زیر است:
| تصویر | نام علمی                | نام رایج       | پراکندگی |
| ----- | ----------------------- | -------------- | --- |
|       | Arremonops chloronotus  | گنجشک پشت‌سبز   | بلیز، شمال گواتمالا، غرب هندوراس و جنوب مکزیک                                                                 |
|       | Arremonops rufivirgatus | گنجشک زیتونی   | بلیز، کاستاریکا، گواتمالا، هندوراس، مکزیک، نیکاراگوئه و جنوب تگزاس (شامل شهرستان‌های وال‌ورد، آتاسکوسا، و نویس) |
|       | Arremonops tocuyensis   | گنجشک توکویو   | کلمبیا و شهرهایی مانند توکویو و لارا ونزوئلا                                                                  |
|       | Arremonops conirostris  | گنجشک نوارسیاه | شرق هندوراس تا غرب اکوادور، شمال برزیل و ونزوئلا                                                              |